# Universal Cargo Logistics Holding
Universal Cargo Logistics Holding (Universal Cargo Logistics Holding B.V.) — транспортный холдинг, осуществляющий транспортировку разных грузов железнодорожным и водным транспортом, перевалку в российских портах, логистические услуги. Предприятия холдинга объединены в три группы по основным видам деятельности — железнодорожный UCL Rail, стивидорный UCL Port и судоходный VBTH. Штаб-квартира холдинга располагается в городе Амстердам, Нидерланды. Владельцем транспортной группы выступает российский миллиардер Владимир Лисин, который находится на третьем месте рейтинга богатейших людей России по версии журнала Forbes, а в 2020 году был признан богатейшим россиянином. По результатам 2020 года холдинг вошел в число 200 крупнейших частных российских компаний с общей выручкой в 154 млрд российский рублей. В течение 2015-2018 годов вела длительные судебные тяжбы с Федеральной антимонопольной службой России, которая в начале оштрафовала дочку UCL «Контейнерный терминал Санкт-Петербург» на 91,2 млн рублей за нарушение закона о конкуренции, но затем, под давлением, была вынуждена пойти на мировое соглашение.

## История
Холдинг был зарегистрирован российским бизнесменом Владимиром Лисиным в городе Амстердам (Нидерланды) в 2007 году. В состав холдинга вошло более 40 российских компаний, в разной степени подконтрольных Лисину. Среди крупнейших — Первая грузовая компания (ПГК), Северо-Западное пароходство, Волжское пароходство, «В.Ф.Танкер», Морской порт Санкт-Петербург, Туапсинский морской торговый порт, Таганрогский морской торговый порт, грузовой терминал в порту Усть-Луга, компания «Водоходъ», судостроительное предприятие Окская судоверфь.
В ноябре 2011 года UCL Holding решила объединить свои портовые активы путём создания отдельной дочерней компании UCL Port с перспективой размещения акций на бирже. В компанию UCL Port B.V. по результатам сделки были переданы пакеты акций компаний Морской порт Санкт-Петербург, Контейнерный терминал Санкт-Петербург, Таганрогский морской торговый порт, SP Container Terminal Ltd. Затем в UCL Port также вошли Туапсинский морской торговый порт, компания Универсальный перегрузочный комплекс (город Усть-Луга). Активы, которые UCL решила объединить под UCL Port, имели суммарный грузооборот в 32 миллиона тонн. Объединение активов, по версии самого холдинга,  было произведено в целях «укрепления позиций и усиления конкурентоспособности морских портов группы за счёт перехода на перевалку более рентабельных и экологически безопасных грузов, создания предпосылок для вывода этого бизнеса на публичный рынок». UCLH сообщила о желании удвоить оборот портовой «дочки» к 2016 году, а также о намерении инвестировать в строительство угольного, контейнерного терминала и терминала по перевалке металлов в грузовом порту города Тамань.
В 2017 году руководство холдинга заявило о планах провести IPO всех транспортных активов для того, чтобы найти потенциальных инвесторов. Генеральный директор Первой Грузовой компании Сергей Каратаев в апреле 2019 года сообщил, что ПГК планирует IPO и ожидает благоприятных условий на рынках. О возможных сроках начала IPO сообщено не было.
В 2019 году Владимир Лисин провёл ряд реформ в управлении холдингом. Им были переведены акции Первой Грузовой компании во Fletcher Group Holdings Limited, через которую он владеет Новолипецким металлургическим комбинатом. А портовые активы UCL были объединены в «Первую Портовую Компанию». Реформа своей целью поставила сокращение имеющихся издержек и оптимизацию управления. Также начался процесс объединения Волжского и Северо-Западного пароходств на базе первого. Юрий Гильц, управляющий директор Северо-Западного пароходств, возглавил созданную Объединённую компанию, включающую в себя все судоходные активы Лисина. Объединённая компания после объединения получила все компетенции по управлению флотом. Годом ранее, в 2018 году, к Волжскому пароходству была присоединена ещё одна дочерняя структура Universal Cargo Logostics «В. Ф. Танкер». Всего под управлением пароходства по данным на 2019 год находилось 200 судов сухогрузного и танкерного флота. Волжское пароходство всегда специализировалось на внутрироссийских перевозках, в то время как Северо-Западное занималось конвенционными международными перевозками грузов на судах «река – море». С помощью объединения судоходств в одну единую большую компанию возможна оптимизация работы сухогрузного флота, находящегося под началом структур Лисина. Возможно снижение конкуренции компаний в перевозках зерна на юге России. Новая объединённая компания способна синхронизировать загрузку речных судов и «река – море».

### Судебные тяжбы
Федеральная антимонопольная служба России в июне 2016 году начала преследование входящего в структуры UCL Holding КТСП и еще восьми стивидоров. Антимонопольное ведомство заподозрило фигурантов в завышении цен на перевалку контейнеров, зерна, нефти, минеральных удобрений Новороссийский морской торговый порт, Приморский торговый порт (владельцы «Транснефть» и группа «Сумма» Зиявудина Магомедова), Первый контейнерный терминал, «Петролеспорт», Восточная стивидорная компания (структуры Global Ports), Туапсинский морской торговый порт (UCL Владимира Лисина), Мурманский морской торговый порт (владельцы 39% СУЭК, 37% «Еврохим») и «Агросфера» (55% владеет «Еврохим»). Часть фигурантов, включая Туапсинский порт, входящий в структуры UCL, были оправданы. Но в июне ФАС изменила свое решение, признав КТСП виновным в злоупотреблении доминирующим положением на рынке перевалки контейнерных грузов в Санкт-Петербурге. В начале января 2017 года ФАС отказалась от предложенного холдингом Лисина мирового соглашения, сообщив, что предложенные структурами Лисина условия «неприемлемы» и «оскорбительны». UCL оспорило решение ФАС, подав заявление в Арбитражный суд Москвы, который 1 февраля 2018 года в своем решении согласился с решением ФАС и, таким образом, признал «Контейнерный терминал Санкт-Петербург» (КТСП) виновным в установлении и поддержании монопольно высокой цены на свои услуги. После опубликования решения представители Universal Cargo Logistics Holding заявили о намерении сразу же оспорить решение Арбитражного суда Москвы в вышестоящих инстанциях. А 9 апреля 2018 года ФАС возбудила дело об административном правонарушении в отношении КТСП в связи с выявленным нарушением закона о защите конкуренции.
1 июня 2018 года, в конечном счете, Федеральная антимонопольная служба России оштрафовала «Контейнерный терминал Санкт-Петербург» на 91,2 млн рублей за нарушение закона о конкуренции. По итогам проведенного анализа служба пришла к выводу, что терминал искусственно завышал стоимость перевалки контейнеров в «Большом порту Санкт-Петербург» с января 2015 года, в результате с помощью правонарушения получил необоснованное обогащение в размере более, чем 5 млн рублей. В рамках своей деятельности ФАС провела детальный анализ, включающей в себя сопоставление цен на услуги перевалки контейнеров в «Большом порту Санкт-Петербург» в 2014–2015 годах, а также расходов, которые признаются необходимыми для реализации услуг КТСП в 2013–2015 годах, а также доходов, прибыли и рентабельности стивидора. Результаты проведенного анализа показали, что цена на погрузку и выгрузку единицы контейнера в 3,5 раза превышает расходы и прибыль, дополнительно расходы самого КТСП снизились по сравнению с 2013 и 2014 годами, в то время как объемы оказываемых услуг значительно увеличились. Universal Cargo Logistics Holding отвергло все обвинения со стороны ФАС, заявила о намерении и дальше продолжать судиться, так как свою вину признавать отказалась.
В начале июня 2018 года владелец UCL Владимир Лисин, президент «Транснефти» Николай Токарев, а также совладелец «Новатэка» Леонид Михельсон начали оказывать определенное давление на премьер-министра Дмитрия Медведева с тем, чтобы продавить идею лишения Федеральной антимонопольной службы России полномочий по регулированию тарифов с последующей их передачей Минэкономразвития. Вскоре после этого произошли определенные подвижки в длительной судебной тяжбе между структурами Лисина и ФАС в связи с делом КТСП. 9 июля 2018 года Девятый арбитражный апелляционный суд утвердил своим решением мировое соглашение между «Контейнерным терминалом Санкт-Петербурга» (КТСП) и Федеральной антимонопольной службой по делу о нарушении антимонопольного законодательства. Согласно достигнутым договоренностям ФАС признала, что коммерческая политика КТСП "обеспечивает экономически обоснованные тарифы на услуги по перевалке контейнеров". Что же касается роста тарифов, которые ранее вменялся компании в вину - произошел из-за «использования КТСП ранее применяемой практики ведения коммерческой деятельности в условиях резко изменившегося курса доллара». КТСП также представил план перевода тарификации на систему с использованием исключительно российских рублей, а также принял обязательства по увеличению доли рублевых расчетов в выручке компании до конца 2018 года. ФАС признала, что принимаемые со стороны КТСП способствуют "увеличению конкуренции в Большом порту Санкт-Петербург".

### Проблемы с налогообложением
Весной 2021 года Россия расторгла договор об избежании двойного налогообложения с Нидерландами. Соглашение перестает действовать 1 января 2022 года, а нового соглашения заключить не удалось, таким образом, под ударом оказались все известные российские компании, имеющие регистрацию в Нидерландах. В числе крупнейших таких компаний оказалась и Universal Cargo Logistics Holding. В число возможных сложностей эксперты включают рост ставки налога на выплачиваемые резидентам страны роялти вырастет с 0 до 20%, налоги с процентов по займам будут подняты до 20%, а российские компании, получающие дивиденды от своих компаний в Нидерландах, будут вынуждены платить по ним налог.